# Plånbok

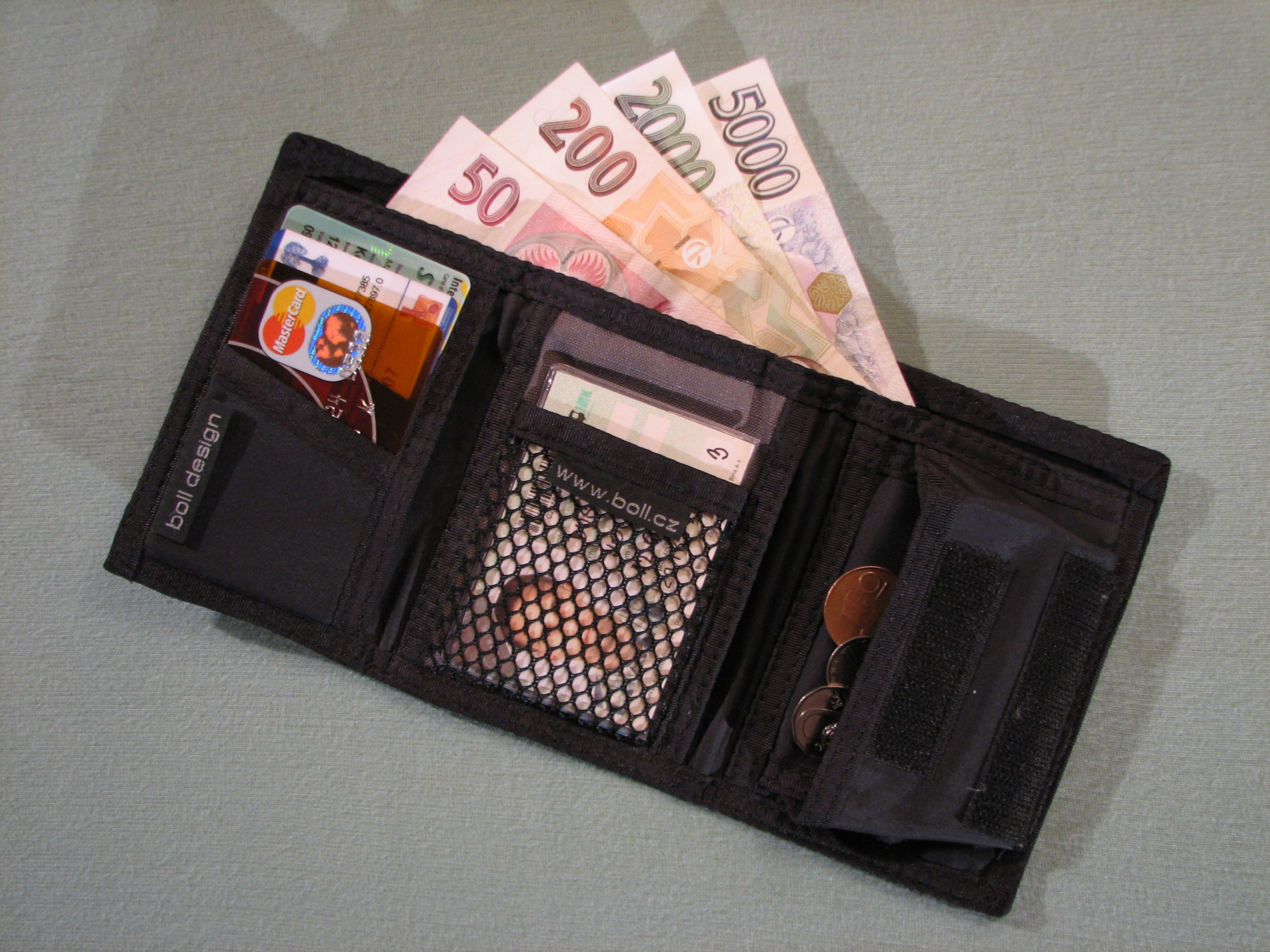
Plånbok.

En plånbok är en mindre, på mitten vikbar, mjuk väska eller fodral vars huvudsakliga syfte är att förvara pengar, identitetshandlingar, kreditkort och liknande mindre föremål. Plånbokens lilla format gör att den kan bäras i till exempel byxficka, jackficka eller handväska. Vanligtvis tillverkas plånböcker av läder eller syntetmaterial och är ofta försedda med knappar och/eller dragkedjor. 
Namnet kommer av att plånboken ursprungligen var en liten bok med inhäftade plån för anteckningar. I sin nuvarande betydelse kan ordet beläggas i svenska språket sedan 1807, men före cirka 1850 betydde ordet vanligen "liten bok med plån för anteckningar".